# 卡梅尔 (印第安纳州)
卡梅尔（英語：Carmel）是位于美国印第安纳州漢密爾頓縣的城市，為州府印第安纳波利斯北側的衛星城市。卡梅爾以「美國的圓環首都」（Roundabout Capital of the U.S.）知名，因其擁有美國城市中最多的交通圓環（截至2024年3月共有150座）。
卡梅爾在印第安納波利斯都會區以高教育水準與富裕的地區著稱，每戶平均收入的中位數約為132,859美元、房子平均價格的中位數為425,900美元。卡梅爾亦經常受到許多財經雜誌或網站評比為「全美最佳居住地」、最安全城市之一、以及最佳開啟職涯與照顧家庭的地點。在某些社交圈中，更將卡梅爾市稱為「中西部的比佛利山莊」。

## 歷史
卡梅爾一開始被稱為「Bethlehem」，由Daniel Warren、Alexander Mills、John Phelps、Seth Green在1837年建城。城市於1874年更名為卡梅爾市，沿用至今:247。
1924年，美國最先的交通號誌之一設置於卡梅爾市Main Street與Rangeline Road的交叉口。

## 姊妹城市
- 日本大阪河内長野市（1994年）
- 中国湖北襄阳（2012年缔结，2024年3月终结）[12]
- 拉脱维亚葉爾加瓦（2022年）
- 意大利科尔托纳（2022年）
- 印度維沙卡帕特南（2023年）
- 法国呂埃-馬爾邁松（2023年）
- 德国塞芬（2023年）

## 地理
卡梅爾位於漢密爾頓縣南側，與印第安納波利斯相接。

## 獎項
卡梅爾市受到以下許多單位或網站授予榮譽或獎項：
- 2018年財經雜誌評選為最佳開啟職涯的城市第一名[13]。
- 2017、2018年Niche公司評選為全美最佳居住地第一名[14][15]。
- 2024年Niche公司評選為全美最佳居住市郊第一名[16]。
- 2017年財經雜誌評選為全美最佳居住地第16名[17]。
- 2014年財經雜誌評選為全美最佳居住地第三名[18]。
- 2012年CNN財經雜誌評選為全美最佳居住地第一名[19]。
- 2002年獲得林業管理最高獎項-金葉獎（Gold Leaf Award）[20]。
- 2006年時任市長Jim Brainard獲得「城市可居住性獎」（City Livability Award），因其於卡梅爾廣設圓環，增進民眾生活品質[21]。